# Strike! (The Baseballs)
Strike! è il primo album in studio del gruppo musicale tedesco The Baseballs, pubblicato nel 2009.

## Il disco
L'album presenta cover di vari artisti riportate in versione rock and roll. L'album ha avuto molto successo tanto da essere stato in vetta alle classifiche di vendita per tutto il 2009. Da segnalare sono soprattutto i tre dischi di platino in Finlandia. L'album inizialmente conteneva undici tracce, con una dodicesima come bonus track, trattasi di The Look cover dei Roxette. Nell'aprile 2010 l'album è stato ripubblicato con un'altra cover Last in Line delle Nylon Beat, il brano è stato anche pubblicato come singolo. Oltre a Last in Line gli altri singoli pubblicati sono stati Umbrella di Rihanna e Hot n Cold di Katy Perry.

## Tracce
1. Umbrella (Rihanna) - 3:07
2. Love in This Club (Usher) - 3:20
3. Hey There Delilah (Plain White T's) - 3:43
4. Bleeding Love (Leona Lewis) - 3:52
5. Hot n Cold (Katy Perry) - 3:07
6. I Don't Feel Like Dancin' (Scissor Sisters) - 4:06
7. Don't Cha live (Pussycat Dolls) - 4:07
8. Let's Get Loud (Jennifer Lopez) - 3:30
9. Angels (Robbie Williams) - 3:18
10. Crazy in Love (Beyoncé) - 3:16
11. This Love (Maroon 5) - 3:33
12. The Look (Roxette) - 3:24

Tracce bonus nella riedizione
1. Last in Line (Nylon Beat's) - 2:30

CD bonus in Strike! Back
1. No One (Alicia Keys) - 3:35
2. Chasing Cars (Snow Patrol) - 2:56
3. Monday Morning (Melanie Fiona) - 3:56
4. Poker Face (Lady GaGa) - 2:23
5. Jungle Drum (Emilíana Torrini) - 2:24

## Classifica
| Classifica (2009/2010) | Posizione massima |
| ---------------------- | ----------------- |
| Austria                | 15                |
| Belgio                 | 2                 |
| Danimarca              | 5                 |
| Finlandia              | 1                 |
| Germania               | 6                 |
| Norvegia               | 1                 |
| Paesi Bassi            | 2                 |
| Regno Unito            | 4                 |
| Spagna                 | 29                |
| Svezia                 | 1                 |
| Svizzera               | 2                 |